# Mitropacup 1987
De Mitropacup 1987 was de 46e editie van deze internationale beker.
De Mitropacup van het seizoen 1986-87 was een minitoernooi, die twee halvefinale wedstrijden, een wedstrijd om de 3e/4e plaats en de finale betrof, en die van 14 tot en met 16 november 1986 werd gespeeld in Italië. Deelnemers waren de kampioenen van de Tweede Divisies van Italië, Hongarije, Joegoslavië en Tsjechoslowakije.
 Halve finale 
| Datum, plaats                  | Winnaar             | Land              | Uitslagen | Land                 | Verliezer           |
| ------------------------------ | ------------------- | ----------------- | --------- | -------------------- | ------------------- |
| 14 november, Ascoli Piceno     | Ascoli Calcio 1898  | Vlag van Italië   | 2-1       | Vlag van Joegoslavië | FK Spartak Subotica |
| 14 november, Porto San Elpidio | Bohemians CKD Praag | Vlag van Tsjechië | 3-1       | Vlag van Hongarije   | Vasas Boedapest     |

 3e/4e plaats 
| Datum, Plaats                  | Winnaar         | Land               | Uitslagen | Land                 | Verliezer           |
| ------------------------------ | --------------- | ------------------ | --------- | -------------------- | ------------------- |
| 16 november, Porto San Elpidio | Vasas Boedapest | Vlag van Hongarije | 2-0       | Vlag van Joegoslavië | FK Spartak Subotica |

 Finale 
| Datum, Plaats              | WINNAAR            | Land            | Uitslagen | Land              | FINALIST            |
| -------------------------- | ------------------ | --------------- | --------- | ----------------- | ------------------- |
| 16 november, Ascoli Piceno | Ascoli Calcio 1898 | Vlag van Italië | 1-0       | Vlag van Tsjechië | Bohemians CKD Praag |

1927 · 1928 · 1929 · 1930 · 1931 · 1932 · 1933 · 1934 · 1935 · 1936 · 1937 · 1938 · 1939 · 1940 · 1951 · 1955 · 1956 · 1957 · 1958 · 1959 · 1960 · 1961 · 1962 · 1963 · 1964 · 1965 · 1966 · 1967 · 1968 · 1969 · 1970 · 1971 · 1972 · 1973 · 1974 · 1975 · 1976 · 1977 · 1978 · 1980 · 1981 · 1982 · 1983 · 1984 · 1985 · 1986 · 1987 · 1988 · 1989 · 1990 · 1991 · 1992